# Sarga (tejido)

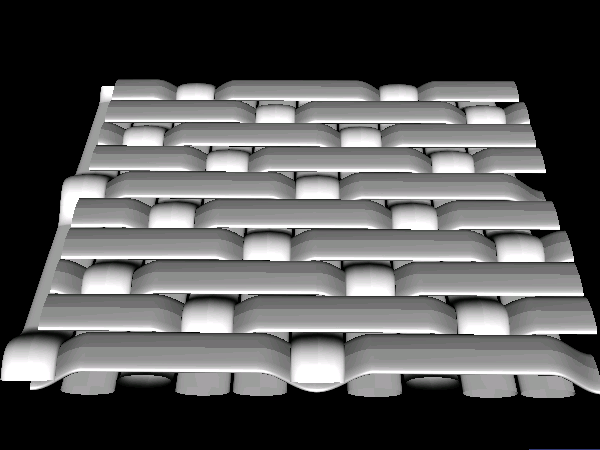
Tejido de sarga.

La sarga es un tejido con ligamento textil de sarga, que produce las líneas diagonales típicas. El ligamento se obtiene por medio de un escalonado, que forma rayas en diagonal. Derivados de este ligamento están, entre otros, la sarga inversa (ligamento de sarga pero con las diagonales en sentido opuesto a la dirección habitual), la sarga batavia (tejidos con derivados de la sarga cuya cifra base de evoluciones es mayor que la unidad) y otros.
Este cordoncillo formado diagonalmente por el cruzamiento de la urdimbre con la trama se combina con más o menos hilos y a distancias iguales o desiguales entre un cordoncillo y otro. De estas combinaciones y otras varias que inventa el fabricante resultan los diferentes nombres que se dan a las calidades de sarga, entre otras:
- sarga batavia
- sarga romana
- sarga satina
- sarga interrumpida
- sarga quebrada
- sarga compuesta
- sarga Virginia

En las referencias podemos ver ejemplos de las distintas estructuras de sarga.  
Los tejidos de sarga tienen múltiples aplicaciones, sobre todo en moda. Ejemplos de sargas que utilizamos todos los días pueden ser el denim, la gabardina, el drill, la pata de gallo, la franela, el chino...